# IC 433
IC 433 — галактика типу E-S0 (еліптична спіральна галактика) у сузір'ї Заєць.
Цей об'єкт міститься в оригінальній редакції індексного каталогу.